# Flagge Sikkims
Die Flagge Sikkims war zwischen 1967 und 1975 gültig. 1975 wurde die Flagge aufgrund des Beitrittes Sikkims zur Republik Indien sowie der Abschaffung der Monarchie in Sikkim ersetzt.

Sikkim historische Flagge

## Beschreibung und Bedeutung
Vor 1877, während der Nepalesisch-Bhutanischen Oberherrschaft und als Protektorat Tibets, wurden in Sikkim mehrere nepalesische, bhutanische und tibetische Banner gehisst, bis 1816 das Vereinigte Königreich die Kontrolle über das Land übernahm und den Union Jack hisste, bis 1877 das erste Banner gehisst wurde. Die sikkimesische Flagge wurde übernommen.
Die Flagge zeigt eine weiße Fläche umgeben von einem roten Rahmen. Mittig auf der Flagge befindet sich ein goldenes Rad.
Das goldene Rad ist ein Dharmachakra, das Symbol der Lehre Buddhas. Genauer gesagt bezieht es sich auf Buddhas erste Predigt bei Benares. Andere Quellen sagen aus, dass es sich bei dem Rad um ein Gebetsrad, ein Khorlo, handele. Sowohl Gebetsräder als auch Räder der Lehre sind in den meisten Abbildungen in goldener Farbe gehalten.
Weiterer Hinweis sind die Griffe am Rand des Rades. Während die Griffe eines buddhistischen Rades der Lehre stets gerade nach außen weggehen, sieht man bei Khorlo-Gebetsrädern häufig eine Ansammlung von Kreisen an jenen Stellen, an denen sich die Griffe des Rades befinden. Zu dem auf der indischen Flagge abgebildeten Chakra-Symbol unterscheidet sich das auf der Sikkim Flagge abgebildeten Rad insofern, als es acht statt 24 Speichen hat.
Insbesondere mit Blick auf die noch älteren historischen Flaggen, beispielsweise die von 1977, lässt sich vermuten, dass das Rad ein Gebetsrad ist, da das Rad der besagten älteren Flaggen noch stärker wie ein Gebetsrad und weniger wie ein buddhistisches Rad der Lehre aussah.
Der rote Rand und der weiße Hintergrund sind auf die bis 1967 gültige Flagge zurückzuführen. Die Farbe Rot war bereits zentral auf dem Wappen Sikkims zu finden.
Insgesamt wurde die Flagge der Region Sikkim immer einfacher, so zeigt die Flagge von 1877 noch aufwändige Piktogramme auf der weißen Fläche.
Die Farbe des Rades in der Mitte ist im RGB Code 241, 201, 26. Der Rahmen ist in RGB 253, 36, 30 rot. Die Farbe Weiß steht im indischen für Wahrheit und Frieden und ist auch in der heutigen Flagge von Indien wiederzufinden.

## Entwicklung

1877–1914; 1962–1967 Flagge von Sikkim

Die Ornamente rund um das Rad erinnern an Kaulquappen oder Amöben, es handelt sich bei ihnen um religiöse Motive und Symbole, die das religiöse Symbol des Rades in der Mitte umgeben.

## Belege
1. ↑  Rad der Lehre. Abgerufen am 22. November 2020.
2. ↑  Khorlo Dratsang. Abgerufen am 22. November 2020 (amerikanisches Englisch).
3. 1 2  Flagge Indien, Fahne Indien, Indienflagge, Indienfahne, indische Fahne, indische Flagge, indische Flaggen, indische Fahnen, Nationalflagge Indien Nationalfahne. Abgerufen am 23. November 2020.
4. ↑  Sikkim - Flagge in Lexikon und Shop. Abgerufen am 22. November 2020.
5. ↑  Sikkim (India) - Fahnen Flaggen Fahne Flagge Flaggenshop Fahnenshop Versand kaufen bestellen. Abgerufen am 22. November 2020.